# Познанка Друга
Позна́нка Друга — село Зеленогірської селищної громади у Подільському районі Одеської області. Населення становить 414 осіб.

## Історія
7 (20) листопада 1917 року, відповідно до Третього Універсалу Української Центральної Ради, увійшло до складу Української Народної Республіки.
Під час організованого радянською владою Голодомору 1932—1933 років померло щонайменше 22 жителі села.
Колишній орган місцевого самоврядування — Познанська сільська рада.
12 червня 2020 року, відповідно до Розпорядження Кабінету Міністрів України від № 724-р «Про визначення адміністративних центрів та затвердження територій територіальних громад Одеської області», увійшло до складу Зеленогірської селищної громади.
19 липня 2020 року, в результаті адміністративно-територіальної реформи і ліквідації Любашівського району, село увійшло до складу новоутвореного Подільського району.

## Населення
Згідно з переписом УРСР 1989 року чисельність наявного населення села становила 413 осіб, з яких 172 чоловіки та 241 жінка.
За переписом населення України 2001 року в селі мешкало 414 осіб.

### Мова
Розподіл населення за рідною мовою за даними перепису 2001 року:
| Мова       | Відсоток |
| ---------- | -------- |
| українська | 97,58 %  |
| молдовська | 1,45 %   |
| російська  | 0,97 %   |